# James Hagan
James Hagan CSSp (* 23. März 1904 in Leadgate, County Durham, Vereinigtes Königreich; † 12. Dezember 1976) war ein britischer Ordensgeistlicher und römisch-katholischer Bischof von Makurdi in Nigeria.

## Leben
Hagan trat dem Orden der Spiritaner bei und empfing am 28. Oktober 1928 die Priesterweihe.
Papst Pius XII. ernannte ihn am 20. März 1948 zum Apostolischen Präfekten von Benue, diese Präfektur wurde 1950 in Apostolische Präfektur Oturkpo umbenannt. Nach der Erhebung zum Bistum wurde Hagan durch Papst Johannes XXIII. am 8. März 1960 zum Bischof dieser Diözese ernannt. Die Bischofsweihe spendete ihm der Papst selbst am 8. Mai desselben Jahres. Noch 1960 wurde das Bistum in Bistum Makurdi umbenannt, Bischof Hagan verlegte seinen Bischofssitz entsprechend nach Makurdi. Er nahm von 1962 bis 1965 als Konzilsvater am Zweiten Vatikanischen Konzil teil.
Aus gesundheitlichen Gründen legte Hagan am 29. März 1966 die Leitung des Bistums Makurdi nieder und wurde von Papst Paul VI. zum Titularbischof von Horrea Coelia ernannt. Er starb Ende 1976 im Alter von 72 Jahren.